# Bombylius testaceiventris
Bombylius testaceiventris är en tvåvingeart som beskrevs av Paramonov 1925. Bombylius testaceiventris ingår i släktet Bombylius och familjen svävflugor. Inga underarter finns listade i Catalogue of Life.